# Мілованов Костянтин Анатолійович
Костянтин Анатолійович Мілованов (нар.. 15 липня 1972, Енгельс, Саратовська область, Російська РФСР, СРСР) — російський актор театру і кіно.

## Біографія
Костянтин Мілованов народився 15 липня 1972 року в місті Енгельс Саратовської області . У роки навчання в школі займався в театральній студії. Після закінчення школи рік навчався в Саратовському політехнічному інституті, потім пройшов навчання на кухаря. Повернувся до думки про кар'єру актора в 1992 році, вступив на театральний факультет Саратовської державної консерваторії імені Л. В. Собінова (педагог — Олександр Григорович Галко).
У 1997 році закінчив навчання і став актором Саратовського державного академічного театру драми імені І. А. Слонова . За роки роботи в театрі виконав кілька яскравих ролей, став одним з улюблених акторів саратовських театралів.
У 2004 році покинув Саратовський театр драми і зосередився на роботі в кіно.

### Особисте життя
Костянтин Мілованов був одружений з однокурсницею по театральному факультету, а потім і колегою по Саратовському театру драми Ольгою. Син Арсеній.
У 2011 році в другому шлюбі в родині актора народилася дочка Уляна.

## Творчість

### Ролі в театрі

#### Саратовський драматичний театр
- "Безумство кохання" Сема Шепарда. Режисер: Олександр Галко — Едді
- 1998 — "Вишневий сад" Антона Чехова. Режисер: Станіслав Таюшев — Трофимов[1]
- 1998 — "На дні" Максима Горького. Режисер: Антон Кузнєцов — Васька Попіл[2]
- 1999 — «Винахідлива закохана» Лопе де Вега — Лусінди[3]
- «Пан де Мопассан» Антона Кузнєцова — Етьєн
- «Таня-Таня» Ольги Мухіної — Василь Охлобистін
- "Конкурс" Олександра Галина — Вася Бок
- «Сплендідс» Жан-П'єр Жене — поліцейський
- "Сніданок у предводителя" Івана Тургенєва — Нагланович
- «Ніч у бібліотеці» Жан-Крістоф Байї — Раджонелло
- «Довге щасливе життя» Геннадія Шпаликова — Славка
- «Мрійники» (за п'єсами «Ліс» та «Таланти і шанувальники» Олександра Островського) — Петро Мелузов
- «Снігова королева» Євгенія Шварца — Казкар

### Ролі в кіно
1. 2004 — Багатство — Олександр Михайлович Ісполатов
2. 2004 — Москва. Центральний округ 2 (фільм № 2 «Сьоме небо») — Юрій
3. 2004 — Моя Пречистенка / Дві любові — Олександр Попов, командир роти, чоловік Ганни Рєпніної
4. 2004 — Виклик (фільм № 1 «І раб, і цар») — Олег Іванович Карташов
5. 2005 — Полювання на ізюбра — Микола Заславський, генеральний директор московської філії Ахтарського металургійного комбінату (АМК)
6. 2005 — Голова класика — монах
7. 2005 — Каменська 4 (фільм № 1 «Особиста справа») — Георгій Дударєв
8. 2005 — Приречена стати зіркою — Сергій, чоловік Валентини, батько Лариси і Жені
9. 2006 — Острог. Справа Федора Сеченова — Федір Віталійович Сєченов, майор, друг і колишній товариш по службі вбитого начальника в'язниці
10. 2006 — Мертве поле — Радик Косарєв, прапорщик
11. 2006 — Під Великою Ведмедицею — Хасанов
12. 2007 — Поцілунки пропащих янголів — Мартин, начальник служби безпеки бізнесмена Романа Демидова
13. 2007 — Презумпція вини — Федір Полєтаєв, батько Маші
14. 2008 — Хороші хлопці — Сергій Петраков («Ріпа»)
15. 2008 — Смертний гріх
16. 2008 — Загін — стрілок
17. 2008 — Карасі — Віктор Борисович
18. 2008 — Час гріхів — Микола Єрьомін, дільничний уповноважений міліції і лісник
19. 2008 — Листоноша — Андрій Большаков
20. 2008 — Копатько — Кирило Стєклов, батько Люсик
21. 2008 — Блудні діти — Вадим Мамонтов, син Андрія Феліксовича
22. 2008 — Ніжні зустрічі — Валерій
23. 2009 — Стрибок Афаліни — Микола Лунін, кримінальник на прізвисько «Микола»
24. 2009 — Іван Грозний — Юрій Іванович Кашин, голова і воєвода
25. 2009 — Горобиновий вальс — Дорофєєв
26. 2009 — З четверга на п'ятницю (короткометражний)
27. 2010 — Зовсім інше життя — Андрій Чащин, чоловік Рити
28. 2010 — Посміхнися, коли плачуть зірки — Костянтин Светлов, мер міста, чоловік Ганни
29. 2010 — Ярослав. Тисячу років тому — Будимир
30. 2010 — Сестри Корольов — Герман Ромашин, чоловік Маргарити Корольової
31. 2011 — Острів непотрібних людей — Вадим, картограф, батько Катерини
32. 2011 — Випадковий свідок — Михайло Васильович Романов, кримінальний бізнесмен
33. 2011 — Суперменеджер, або Мотика долі — Рамзай, офіцер ФСБ
34. 2011 — Мінливості любові — Віктор
35. 2012 — Ящик Пандори — Василь, бізнесмен
36. 2012 — Анна Герман — Євген Фридрихович Герман (Ойген Херманн), бухгалтер на хлібозаводі, перший чоловік Ірми, батько Анни Герман
37. 2012 — Уральська мереживниця — Степан Морозов, батько Олени
38. 2012 — Їжачок (короткометражний)
39. 2012 — Час любити — Руслан
40. 2013 — Я думав, ти будеш завжди — Євгене Івановичу Котов
41. 2013 — Федоров — Святослав Миколайович Федоров, лікар-офтальмолог, очній мікрохірург, професор
42. 2013 — Домоправитель — Микола Костянтинович Лелек, олігарх, чоловік Олени, батько Каті Мартинової і Ангеліни Аїстова
43. 2013 — Подвійне життя — Марк Анатолійович Єршов
44. 2013 — Танкісти своїх не кидають — Федір Сєров, капітан танкових військ у відставці, чоловік Марини Альохін
45. 2013 — Чужий серед своїх — Олег Петрович Волков, співробітник ФСБ
46. 2014 — 118 секунд до ... і після (інша назва — «Дистанція») — Петрович
47. 2015 — Офіцерські дружини — Микола Антонов, офіцер, чоловік Катерини
48. 2015 — Власик. Тінь Сталіна — Микола Сидорович Власик, начальник охорони Йосипа Сталіна
49. 2016 — Штрафник — Федір Пантелійович Тимошенко, начальник карного розшуку
50. 2017 — Вовкулаки — Георгій, брат Мілени
51. 2018 — Мідне сонце — Антон Іонов, старший лейтенант міліції
52. 2018 — Той, хто читає думки (Менталіст) (серія № 6 «Гра з вогнем») — Іван Жбанів, начальник охотохозяйства
53. 2020 — Катя і Блек — Арсеній Булатов, майор поліції
54. 2020 — Грозний — Дмитро Хворостінін, воєвода
55. 2021 — Анатомія серця — Микола Іванович Коршунов, директор Бартовськи хімічного комбінату, вдівець, батько Марини

## Призи та нагороди
- Приз за найкращу чоловічу роль другого плану ("Поцілунки пропащих янголів") на фестивалі в Шанхаї (2007)